# 콘트롤 (2004년 영화)
《콘트롤》(영어: Control)은 미국에서 제작된 팀 헌터 감독의 2004년 SF 비디오 영화이다. 레이 리오타, 윌럼 더포, 미셸 로드리게스 등이 출연하였고, 로리 포테이 등이 제작에 참여하였다.

## 줄거리
독살형에 처해졌던 리 레이는 영안실에서 깨어난다. 리 레이는 자신이 독약 대신 식염수와 마취제를 맞았다는 알게 된다. 신약 임상시험을 이끄는 신경약리학자 마이클 코플런드 박사는 리 레이에게 인체 실험 대상자가 되는 것과 실제 독극물 주사를 맞는 것 중 양자택일을 하라고 제시한다.
전자를 고르고 정신을 안정시키는 약을 복용한 리 레이는 반사회성 인격장애 성향 수치가 실제로 감소한다. 리 레이는 실험 2단계로 넘겨져 감시 하에 가짜 신분으로 사회에 복귀하는데...

## 출연
- 레이 리오타 - 리 레이 올리버 역
- 윌럼 더포 - 마이클 코플런드 박사 역
- 미셸 로드리게스 - 테리사, 리 레이의 직장 동료 역
- 스티븐 레이 - 알로 페너 박사 역
- 폴리 워커 - 바버라 코플런드 역
- 캐슬린 로버트슨 - 이든 로스 역
- 팀 디케이 - 빌 커푸토, 리 레이로 인해 정신장애인이 된 게리의 형 역
- 맥 맥도널드 - 교도소장 역

## 기타 제작진
- 라인 제작: 칼라 드라이버
- 배역: 애니아 콜러프, 에이미 매킨타이어 브릿
- 미술: 캐터리나 키스
- 의상: 스테이시 혼
- 특수 효과: 스콧 콜터